# David Okit
David Okit, de son vrai nom David Okitakula Kazadi, né le 23 novembre 2000 à Bruxelles, est un chanteur et compositeur de gospel et de hip-hop chrétien belge d'origine congolaise.

## Biographie

### Enfance et éducation
Issu de parents divorcés d'origine congolaise, David Okitakula naît le 23 novembre 2000 à Bruxelles, Belgique. À huit ans, il quitte la Belgique et part vivre à Kinshasa.
David commence à rapper à l'âge de neuf ans.
À 16 ans, il revient en Europe, à Amiens en France, pour finir ses études et obtenir son diplôme.

### Carrière
En 2018, il se fait repérer sur Twitter ainsi que sur le compte Instagram 1minute2rap et signe au sein du label Polydor, filiale d’Universal Music France. En novembre 2018, à 18 ans, il sort son premier titre, et est invité au Planète Rap de Bigflo et Oli sur Skyrock,.
En fin d'année 2020, il se réoriente vers le gospel.

## Discographie

### Singles
- 2018 : Meilleur du Monde
- 2021 : Igo
- 2021 : Parmi Les anges
- 2022 : On dirait un Bololé
- 2022 : Goumin
- 2023 : Tout le monde meurt
- 2023 : Ma Boussole

### Collaborations
- 2021 : Lola  (Adam TDP feat. David Okit)
- 2021 : L'enlèvement (Gaillard Jules feat. David Okit)
- 2021 : Rassuré (Adam TDP feat. David Okit et Kizzy Grâce)
- 2021 : Ça use les souliers avec Krista Marguerite
- 2021 : Reconnaissance (Morijah feat. David Okit)
- 2021 : Bien Bon (Jayce feat. David Okit et Gaillard Jules)
- 2022 : Avec moi (Jethro O feat. David Okit et Adam TDP)
- 2022 : Never seen (Limoblaze feat. David okit)
- 2022 : Doliprane (Dryss feat. David Okit et Jethro O)
- 2022 : RUN (Lyne Nsongo feat. David Okit)

### Projet avec Fast Food Music Christ
- 2021 :  Drill on God
- 2021 :  Drill on God 2
- 2021 :  Drill on God 3
- 2021 :  Vide en forme de Dieu
- 2022 :  Bienvenue chez les underdogs
- 2022 :  Faites comme chez vous
- 2022 :  Un pour tous,tous pour rien
- 2022 :  Tout le monde reste fort
- 2022 :  Tout le monde reste fort 2
- 2023 :  Sacerdoce Royal
- 2023 :  Demain,quand il est venu
- 2023 :  L'avant rédemption
- 2023 :  Il est où ce rédempteur (en collaboration avec Muuya)
- 2023 :  Rédemption
- 2024 :  Consécration arrive
- 2024 :  Consécration

## Controverse
En 2023, il est accusé d’abus sexuels de la part de plusieurs jeunes filles. Il reconnaît être tombé dans l'impudicité mais dément les accusations.